# Verbrauchermarkt
Ein Verbrauchermarkt ist ein großflächiger Einzelhandelsbetrieb mit einer Verkaufsfläche zwischen 800 und 4999 m².

## Definition

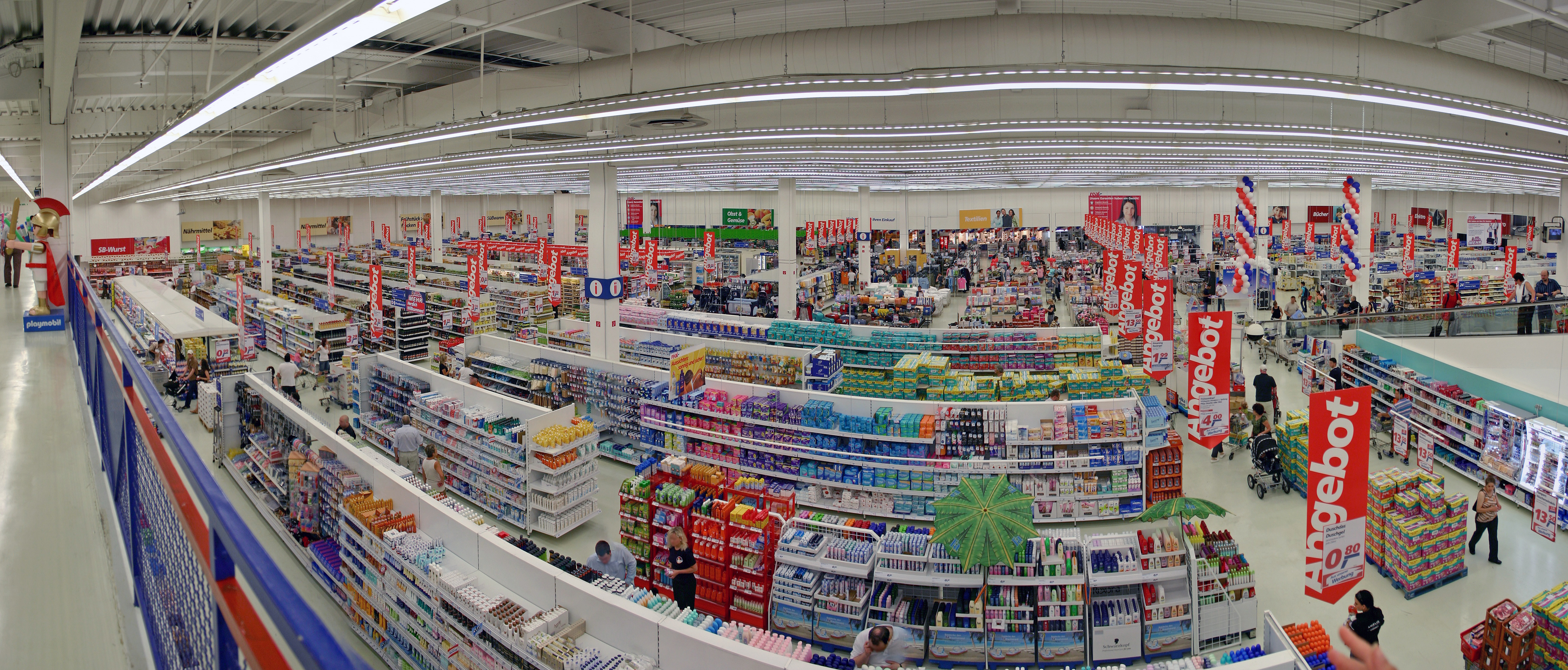
Real-Verbrauchermarkt in Würzburg

Gemäß Definition des EHI Retail Institute und von ACNielsen wird weiter differenziert zwischen
- großen Verbrauchermärkten (1500–4999 m²)
- kleinen Verbrauchermärkten (800–1499 m²).

Ein Verbrauchermarkt hat ein breites Sortiment an Nahrungs- und Genussmitteln und an Ge- und Verbrauchsgütern des kurz- und mittelfristigen Bedarfs, die überwiegend in Selbstbedienung angeboten werden. Häufig wird mit Dauerniedrigpreisen oder mit Sonderangeboten geworben. Der Standort ist in der Regel orientiert an Kunden, die per Auto zum Markt gelangen.
Die großen Verkaufsflächen werden von meist breiten Kontaktstrecken durchzogen.

## Abgrenzung
Ein Verbrauchermarkt unterscheidet sich durch seine Orientierung als Nahversorger, ein kleineres Nonfoodsortiment und besonders seine Größe vom SB-Warenhaus.